# Chain Gang

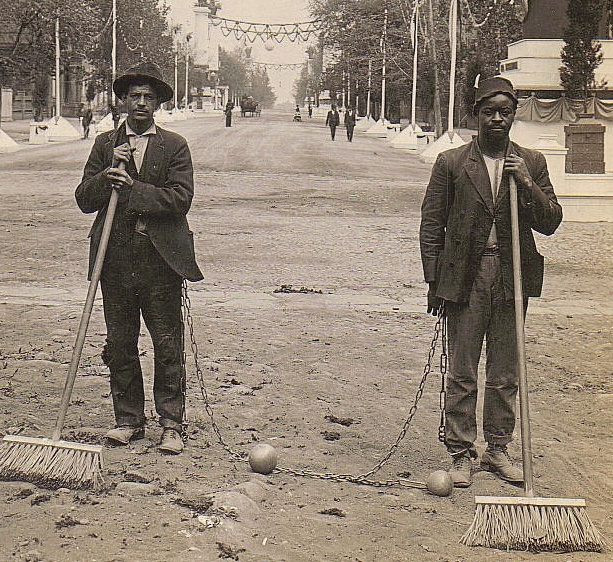
Chain Gang beim Fegen einer Straße, 1909

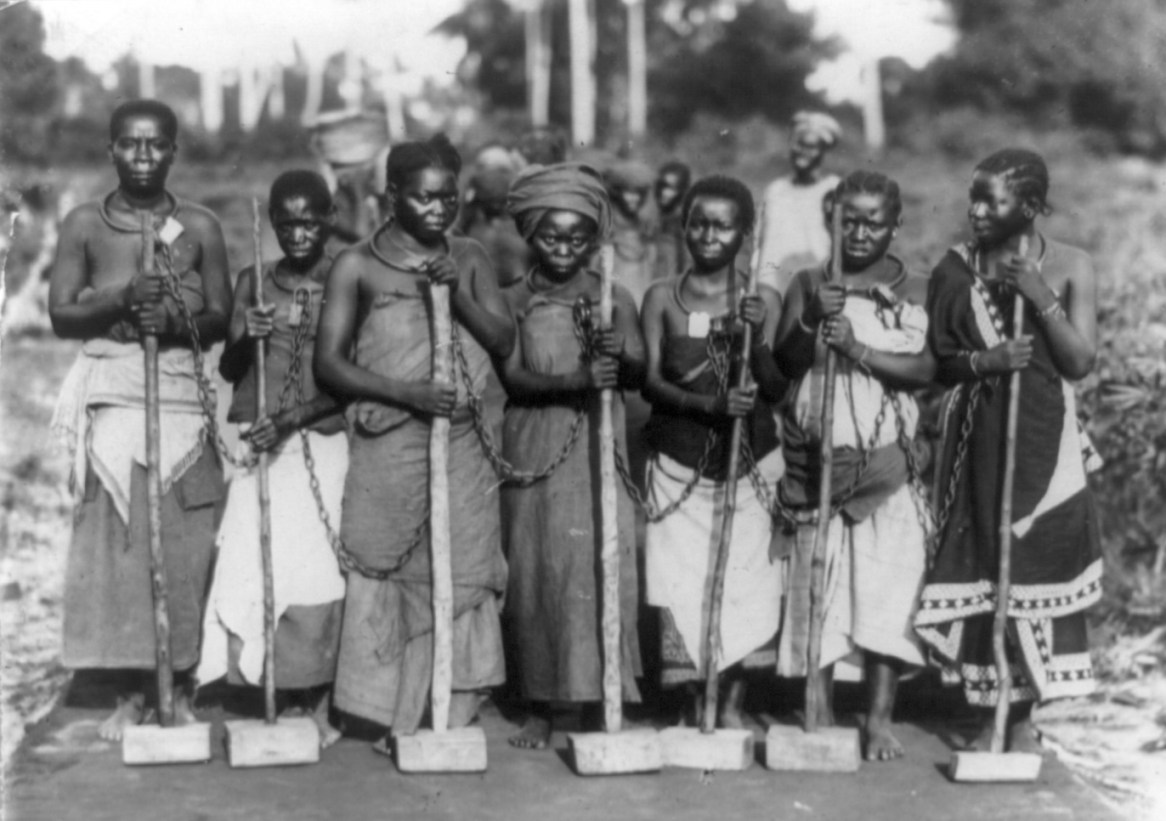
Chain Gang mit Frauen in Daressalam, ca. 1900

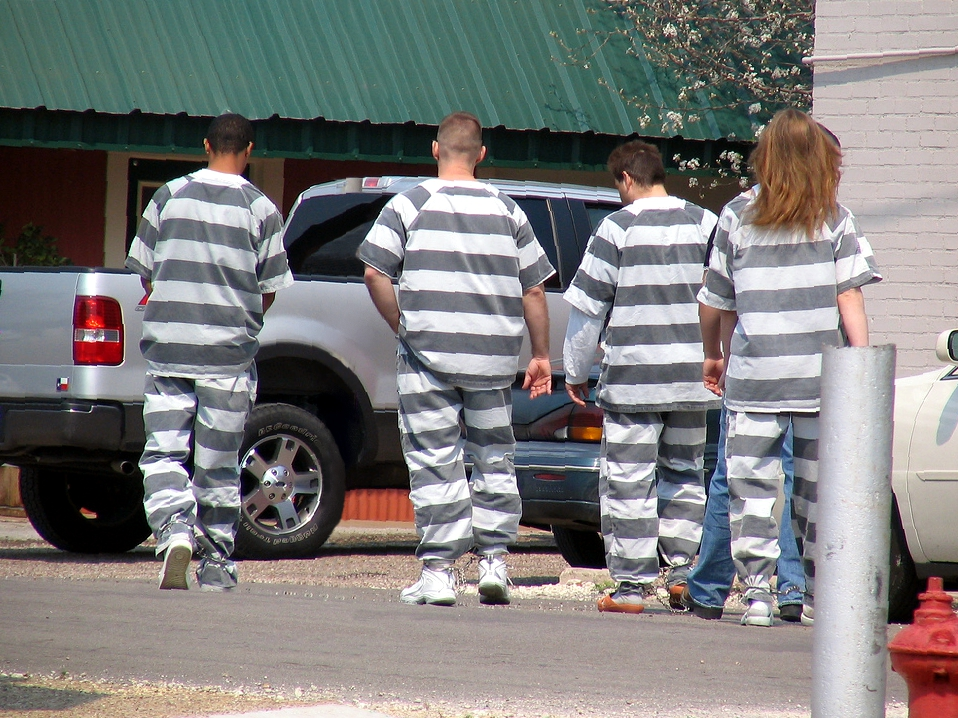
Chain Gang in den USA im 21. Jahrhundert

Der Anglizismus Chain Gang (englisch „Kettenbande“) bezeichnet Arbeitsgruppen von Gefangenen, die als besondere Form von Bestrafung, gelegentlich aber auch als besondere Chance der Wiedereingliederung aneinandergekettet körperliche Arbeiten ausführen müssen. Typisch sind Einsätze außerhalb von Gefängnissen im Straßenbau und der Abfallbeseitigung, die traditionell auch abschreckende Wirkung für die Öffentlichkeit in Bezug auf Straftaten haben sollten. 
Das System der Chain Gangs war früher vor allem typisch für die Südstaaten der USA. Es war bis 1955 gebräuchlich; als letzter Staat beschloss Georgia die Aussetzung. In den 1990er Jahren wurden Chain Gangs in einigen Staaten wieder eingeführt, erster Staat der Wiedereinführung war Alabama. In Arizona können sich Gefangene nach wie vor freiwillig für Arbeiten in Chain Gangs melden, um Punkte im Hinblick auf einen Schulabschluss zu bekommen oder Disziplinarmaßnahmen nach Regelverstößen im Strafvollzug zu vermeiden.
Die Chain-Gang-Methode stammt aus der Sklaverei und wird von Aimé Césaire in seinem antikolonialistischen Werk Cahier d'un retour au pays natal angeprangert.
Im American Football werden die Schiedsrichterassistenten, die die Kette zum Abmessen und Markieren der zu erzielenden Yards mitführen, umgangssprachlich auch als Chain Gang bezeichnet.

## Rezeption
- Das Lied Chain Gang von Sam Cooke (ein Hit von 1960), das von einer angeketteten Gefangenengruppe handelt, haben viele Musiker gecovert, darunter Count Basie, King Curtis, Otis Redding und Showaddywaddy.
- Das Stück Back on the Chain Gang der Pretenders (1982) enthält mehrere Bezüge auf den Hit von Sam Cooke.
- Der Song There Ain't No Good Chain Gang aus dem Jahr 1978, gesungen von Johnny Cash und Waylon Jennings, handelt von einem Häftling, der ein Resümee seiner Haftzeit zieht.
- Der WWE-Wrestler John Cena wurde auch als Chain Gang Soldier und seine Anhängerschaft als Chain Gang bezeichnet.